# Cellé
Cellé ist eine französische Gemeinde mit 225 Einwohnern (Stand: 1. Januar 2022) im Département Loir-et-Cher in der Region Centre-Val de Loire. Sie gehört zum Vendôme und zum Kanton Le Perche. Die Einwohner werden Celléens genannt.

## Geographie
Die Gemeinde Cellé liegt an der Grenze zum Département Sarthe, etwa 21 Kilometer westnordwestlich des Stadtzentrums von Vendôme. Im Nordwesten begrenzt der Fluss Braye das Gemeindegebiet von Cellé. Nachbargemeinden sind Savigny-sur-Braye im Norden und Osten, Fontaine-les-Coteaux im Südosten und Süden, Saint-Jacques-des-Guérets im Süden, Bonneveau im Südwesten und Westen sowie La Chapelle-Huon im Westen und Nordwesten.

## Bevölkerungsentwicklung
| Jahr                       | 1962 | 1968 | 1975 | 1982 | 1990 | 1999 | 2006 | 2012 | 2022 |
| -------------------------- | ---- | ---- | ---- | ---- | ---- | ---- | ---- | ---- | ---- |
| Einwohner                  | 331  | 301  | 244  | 250  | 261  | 270  | 258  | 244  | 225  |
| Quellen: Cassini und INSEE |      |      |      |      |      |      |      |      |      |

## Sehenswürdigkeiten
- Kirche Notre-Dame, 1833 wieder errichtet
- Schloss La Massuère aus dem 16. Jahrhundert
- Schloss Chauvigny aus dem 19. Jahrhundert
- Lavoir
- Wasserturm

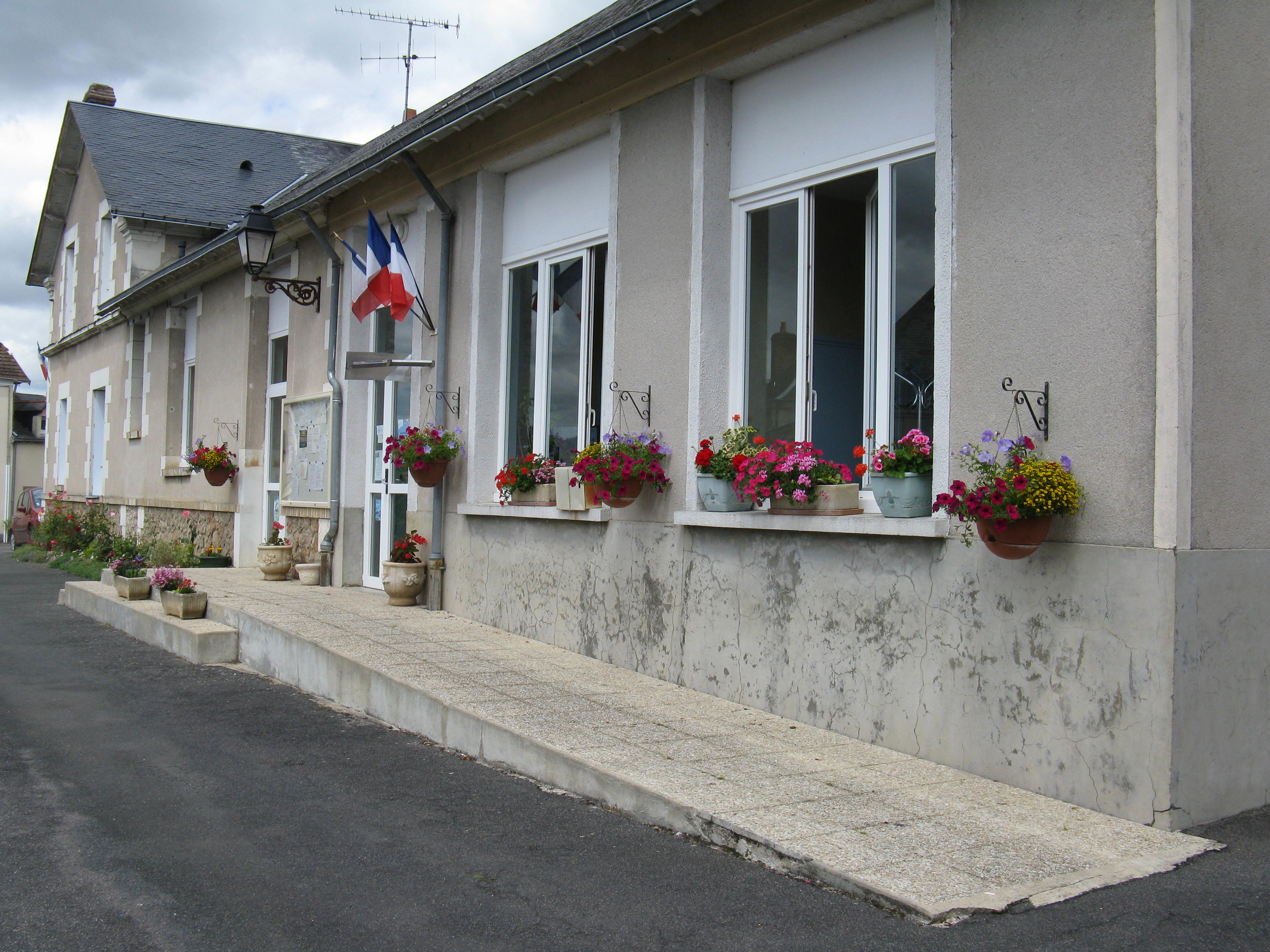
Mairie Cellé
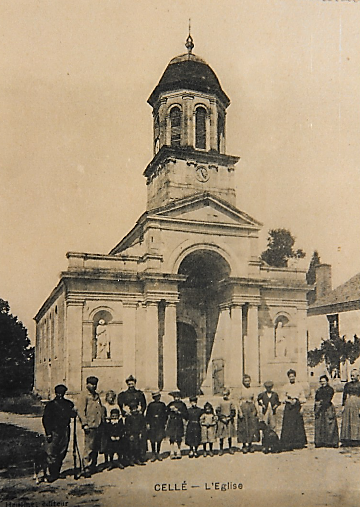
Kirche Notre-Dame
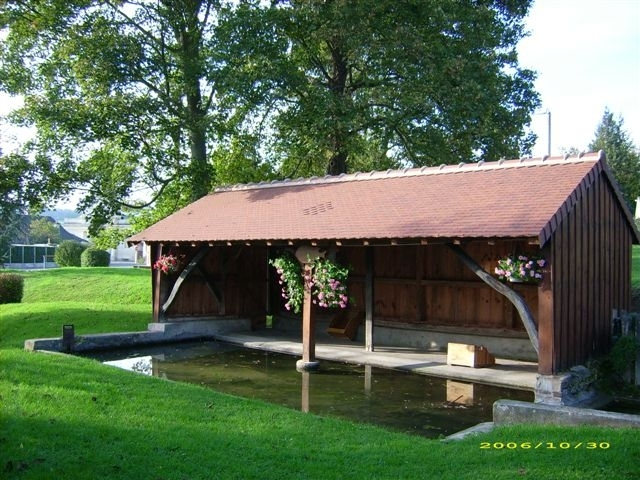
Lavoir